# 格特鲁德·斯泰因
格特鲁德·斯泰因（英語：Gertrude Stein，1874年2月3日—1946年7月27日），美國作家、詩人，後居住於法國，並且成為現代主義文學與現代藝術的發展觸媒。斯泰因喜欢社交，會在巴黎舉辦沙龍聚會。

## 生平
格特魯德·斯泰因在1874年2月3日出生於賓州阿勒格尼（于1907年與匹茲堡合併），家中共有五個子女，她是么女。父母丹尼爾與阿梅莉亞·斯泰因是受過良好教育的德國猶太人。格特鲁德的父親是一名鐵路行政官，靠投資電車線路及房地產事業使家中經濟狀況得以富裕。
當格特鲁德三歲時，斯泰因一家因工作原因移居維也納，繼而遷往巴黎，他們在1878年回到美國，並定居於加利福尼亚州奧克蘭，格特魯德也於希伯來第一教區的奧克蘭安息日學校就學。格特魯德的母親在1888年逝世，父親則亡於1891年。之後，她的大哥邁克爾接管家族持有的企業控股，並安排格特魯德與另一個姐姐貝爾塔在父母雙亡後與母親在巴爾的摩的親戚同住；1892年，格特魯德與她的叔叔大衛·巴卡拉克住在一起。
在巴爾的摩的這段期間，格特魯德認識了克雷里貝·孔恩和埃塔·孔恩，她們會在周六定期舉辦沙龍聚會，格特鲁德後來在巴黎也同樣舉辦；她們在聚會時分享彼此對藝術的見解，並時常與格特魯德私下討論，她們之間的同性戀關係日後也成為格特魯德與愛麗絲·B·托克拉斯的範本。
格特鲁德於1893年至1897年於拉德克利夫学院就讀，並成為心理學家威廉·詹姆士的學生。在詹姆斯的指導下，斯坦因和另一名叫萊昂·門德斯·所羅門的學生進行「普通電機全自動現象」的實驗，這一現象推測當人們的注意力分為兩半同時運作時，如寫作和口語，將發生此種現象。這些實驗為詹姆斯代表性的「意識流」理論打下基礎，後來「意識流」一詞成為用來描述現代主義作家如弗吉尼亚·吴尔夫和詹姆斯·乔伊斯等人寫作風格的術語。1934年，行為心理學家伯尔赫斯·弗雷德里克·斯金纳對斯泰因複雜難解的著名詩作〈投標按鈕〉解釋，原來這首詩當初是斯泰因在實驗期間寫下的。然而，根據斯泰因在1930年代寫的一封信，她表示自己從來沒有真正接受過自動書寫的理論，她在信中解釋：「可以有自動的動作，但不能自動寫作。對於一般人來說，寫作實在過於複雜，以致自動式的寫作無法達成。」。
在拉德克利夫學院就讀時，格特鲁德與美寶·富特·維斯成為好友，她們在斯泰因一生中大部分的時間裡維繫友誼。1897年夏季，格特魯德在麻州伍茲霍爾的海洋生物實驗室研究胚胎學，接下來的兩年則在約翰·霍普金斯大學醫學院就讀。1901年，她尚未取得學位就離開約翰霍普金斯大學。格特魯德於1903年移居巴黎，並在那裡渡過餘生；從1903年至1914年，格特鲁德與她身為藝術評論家的哥哥利奧·斯坦因一起住在巴黎，而她也在這一時期成為眾所周知的公眾人物。

## 流行文化
- 《等待月亮》：1987年電影，英國演員琳達‧巴塞特飾演葛楚·史坦。
- 電視劇：伊凡娜‧普查洛娃於第二季第十三集飾演葛楚·史坦。[1]
- 《午夜巴黎》：2011年電影，凱西·貝茲飾演葛楚·史坦。[2]
- 《世紀天才》：2018年電視劇，第二季崔希‧柴莫飾演葛楚·史坦。[3]